# Stanisław Podemski
Stanisław Podemski (ur. 20 czerwca 1929 w Mosinie, zm. 9 grudnia 2011 w Warszawie) – polski dziennikarz i felietonista, długoletni członek redakcji tygodnika „Polityka”.

## Życiorys
W dzieciństwie mieszkał w Warszawie, był członkiem Szarych Szeregów, brał udział w powstaniu warszawskim. W 1952 ukończył studia prawnicze na Uniwersytecie Poznańskim. Negatywna opinia Związku Młodzieży Polskiej uniemożliwiła mu wstęp na aplikację sędziowską. W 1963 został radcą prawnym, pracował w Ministerstwie Zdrowia. Od 1960 publikował na tematy prawnicze w prasie, początkowo współpracował ze „Sztandarem Młodych” (1960–1966). W 1965 rozpoczął pracę jako dziennikarz, najpierw w „Gazecie Sądowej i Penitencjarnej” (1965–1975), następnie w „Kurierze Polskim” (1975–1981) i równocześnie od 1975 w „Polityce”, z którą był związany ponad 30 lat, także po przejściu na emeryturę w 1999. Publikował również felietony na łamach „Gazety Wyborczej”, zebrane w zbiorze Pitawal PRL-u (2006).
W latach 1965–1982 był członkiem Stowarzyszenia Dziennikarzy Polskich, a w latach 1980–1981 przewodniczył jego Sądowi Koleżeńskiemu. W 1984 został członkiem Stowarzyszenia Dziennikarzy PRL. Od 1965 do 1982 był członkiem Zjednoczonego Stronnictwa Ludowego. W 1980 uczestniczył w Konwersatorium „Doświadczenie i Przyszłość”. W 1989 brał udział w obradach Okrągłego Stołu z ramienia Unii Chrześcijańsko-Społecznej (UChS) w podzespole ds. reformy prawa i sądów.
Otrzymał m.in. Nagrodę im. Adolfa Bocheńskiego (1990) i Nagrodę im. Bolesława Prusa (1991). Postanowieniem Prezydenta Rzeczypospolitej Polskiej z dnia 5 marca 1997 został odznaczony Krzyżem Oficerskim Orderu Odrodzenia Polski.

## Książki
- Położenie prawne kościołów i związków wyznaniowych w Polskiej Rzeczypospolitej Ludowej : zbiór przepisów i dokumentów wg stanu na dzień 1 X 1960 r. (1960) z Edwardem Małkiewiczem
- Adwokat - pełnomocnik, obrońca, doradca (1977)
- Wielka koalicja: kulisy. Z Romanem Malinowskim rozmawiają Mariusz Janicki, Stanisław Podemski (1992)
- Baba na świeczniku - wywiad rzeka z Ewą Łętowską przeprowadzony przez Mariusza Janickiego i Stanisława Podemskiego, BGW (1992)
- Pitawal PRL-u (2006)